# بيرت باورز
بيرت باورز (بالإنجليزية: Bert Powers)‏ هو نقابي أمريكي، ولد في 8 مارس 1922 في كامبريدج في الولايات المتحدة، وتوفي في 23 ديسمبر 2006 في واشنطن العاصمة في الولايات المتحدة.